# Anna-Karin Knight
Anna-Karin Knight, tidigare Lundberg, född 16 januari 1969 i Uppsala, Uppsala län, är en svensk travtränare, hästskötare och travkusk. 

## Biografi
Anna-Karin Knight, då Lundberg, tog licens som körsven 1986. Hon arbetade som hästskötare för Torbjörn Jansson 1987–1990 och flyttade 1990 till Värmland för att arbeta som hästskötare för Olle Goop, vilket hon gjorde till och med 1995.
1998 blev hon, som första kvinna, proffstränare på Färjestadstravet. Som tränare hade hon bland annat framgångar med hästen Douglas S.I.R. År 2001 valde hon att lämna in sin proffstränarlicens.
2008–2010 var Knight sportchef på Arvikatravet. Hon har efter detta arbetat som företagsrådgivare med inriktning på hästbranschen och har bland annat undervisat blivande travtränare på Hästnäringens Riksanläggning Wången. Hon var ledamot i styrelsen för Färjestadstravet 2015–2018. Sedan 2020 är hon ledamot i styrelsen för Åbytravet och sedan 2025 vice ordförande. 

## Hemmabanor
- Solvalla 1986–1990
- Åbytravet 1990–1995
- Färjestadstravet 1995–2005
- Åbytravet 2020–